# Burcewo (rejon tałdomski)
Burcewo (ros. Бурцево) – wieś (dieriewnia) w Rosji, w obwodzie moskiewskim, w rejonie tałdomskim. W 2010 liczyła 1 mieszkańca.